# 섭정시대
섭정시대(영어: Regency Era)는 1795년경부터 1837년까지 이어진 영국의 정치 시기로, 실질적으로 섭정공 조지가 부왕이었던 조지 3세를 대신해 섭정을 맡은 시기는 1811년부터 1820년까지였다. 조지 3세는 1780년대 말 처음으로 정신 질병을 겪었으며 1810년에는 완전히 정신적으로 붕괴되었다. 영국 의회는 1811년 섭정법을 통해 조지 3세의 장남이었던 웨일스공 조지를 섭정공으로 임명하고 왕실의 임무를 맡게 했다. 1820년 조지 3세가 죽었을 때 웨일스공 조지는 조지 4세로 즉위했다. 시대구분론에 따르면 이 시기는 조지 3세의 마지막 통치기 25년과 조지 4세 및 윌리엄 4세의 전체 통치기를 합친 조지 시대의 마지막 시기로, 빅토리아 여왕이 1837년 즉위함으로서 섭정시대는 끝나게 되었다. 섭정 시대 이후 빅토리아 여왕의 통치 기간은 빅토리아 시대로 부른다.
섭정시대는 영국에서 세련되고 문화가 융성한 시기로 알려져 있지만, 이것은 일부 영국의 귀족 계층, 그 중에서도 섭정공 조지의 측근에만 한정된 이야기였다. 일반 대중들에게는, 산업 노동에 따른 이주로 인해 인구가 일부 지역에, 집중되기 시작하면서 가난이 성행하게 되었다. 도시 거주민들은 더 크게 증가하고 있었던 슬럼에서 거주하였고, 국가 사업은 연이은 전쟁과 경제 붕괴, 실업자 대량 발생, 1816년 곡물 수확 실패 (여름 없는 해), 그리고 지속적인 인구 증가로 심각하게 악화되고 있었다. 위기에 대처하기 위한 정치적 해결책에는 곡물법, 피털루 학살, 1832년 개혁법 등이 있었다. 윌리엄 윌버포스의 주도 하에 영국에서는 노예제 폐지운동이 지지를 받기 시작해 1807년 노예무역법과 1833년 노예제 폐지법이 제정되기도 했다.
섭정시대가 길어짐에 따라 사회 전반 및 예술문화에도 섭정 시대의 정치가 영향을 미쳤다. 섭정 시기에는 이 시기만의 독특한 건축양식과 패션 디자인이 등장하게 되었다. 섭정시대 초기 20년은 프랑스 혁명 전쟁 및 나폴레옹 전쟁 시기와 일치했다. 하지만 전반적인 섭정시대 동안 산업혁명이 꾸준히 진행되어 영국에서 철도가 도입되고 공장제도가 확산되었다. 문화예술적으로 섭정시대는 영국의 낭만주의 시대와 일치했다. 이 시기 활동한 영국의 유명한 예술가에는 제인 오스틴, 윌리엄 블레이크, 바이런 경, 존 콘스터블, 존 키츠, 앤 래드클리프, 월터 스콧, 메리 셸리, 퍼시 비시 셸리, 조지프 말로드 윌리엄 터너, 윌리엄 워즈워스 등이 있었다.

## 같이 보기
- 호감의 시대